# 23748 Кааретоде
23748 Кааретоде (23748 Kaarethode) — астероїд головного поясу, відкритий 22 травня 1998 року.
Тіссеранів параметр щодо Юпітера — 3,584.